# Persone di cognome Werner
| Questa pagina contiene informazioni ricavate automaticamente dalle voci biografiche con l'ausilio del template Bio e di un bot. L'aggiornamento è periodico e automatico e ricostruisce completamente la pagina. Se manca una persona in questa lista, sei pregato di non aggiungerla, ma accertati piuttosto che la sua voce biografica contenga il template Bio e che i dati anagrafici siano correttamente compilati. Se il template Bio manca, inseriscilo tu stesso o, in alternativa, metti l'avviso {{tmp\|Bio}} che ne segnala la mancanza. Se i dati riportati sono sbagliati, correggi direttamente la voce biografica; le modifiche saranno visibili in questa lista entro pochi giorni. Per chiarimenti vedi il progetto biografie. La lista contiene solo le 44 persone che sono citate nell'enciclopedia e per le quali è stato implementato correttamente il template Bio. Pagina aggiornata al 3 nov 2022. |

Questa è una lista di persone presenti nell'enciclopedia che hanno il cognome Werner, suddivise per attività principale.

## Allenatori di calcio(3)
- Heinz Werner, allenatore di calcio e calciatore tedesco (Jena, n.1910 - † 1989)
- Ole Werner, allenatore di calcio tedesco (Preetz, n.1988)
- Wolf Werner, allenatore di calcio e calciatore tedesco (Kalisz, n.1942 - Kiel, † 2018)

## Archeologi(1)
- Joachim Werner, archeologo e accademico tedesco (Berlino, n.1909 - Monaco di Baviera, † 1994)

## Architetti(1)
- George Werner, architetto tedesco (Graßdorf, n.1682 - Lipsia, † 1758)

## Attori(3)
- Ilse Werner, attrice tedesca (Giacarta, n.1921 - Lubecca, † 2005)
- Oskar Werner, attore austriaco (Vienna, n.1922 - Marburgo, † 1984)
- Ursula Werner, attrice e doppiatrice tedesca (Eberswalde, n.1943)

## Biochimici(1)
- Sabine Werner, biochimica tedesca (Tubinga, n.1960)

## Calciatori(8)
- Adolf Werner, calciatore tedesco (Kiel, n.1886 - Kiel, † 1975)
- August Werner, calciatore tedesco (Kiel, n.1896 - † 1968)
- Axel Werner, calciatore argentino (Rafaela, n.1996)
- Jürgen Werner, calciatore tedesco orientale (Steinbach-Hallenberg, n.1942 - † 2014)
- Jürgen Werner, calciatore tedesco (n.1925 - † 2002)
- Olivier Werner, ex calciatore belga (Malmedy, n.1985)
- Timo Werner, calciatore tedesco (Stoccarda, n.1996)
- Tobias Werner, ex calciatore tedesco (Gera, n.1985)

## Cantanti(1)
- Pe Werner, cantante tedesca (Heidelberg, n.1960)

## Cantautori(1)
- Susan Werner, cantautrice statunitense (Manchester, n.1965)

## Cartografi(1)
- Johann Werner, cartografo, matematico e religioso tedesco (Norimberga, n.1468 - Norimberga, † 1522)

## Cestisti(1)
- Dan Werner, ex cestista statunitense (Middletown, n.1987)

## Chimici(1)
- Alfred Werner, chimico svizzero (Mulhouse, n.1866 - Zurigo, † 1919)

## Giocatori di curling(1)
- Ray Werner, giocatore di curling canadese (n.1935 - Fort Saskatchewan, † 1998)

## Giocatori di football americano(2)
- Björn Werner, ex giocatore di football americano tedesco (Berlino, n.1990)
- Pete Werner, giocatore di football americano statunitense (Indianapolis, n.1999)

## Giornalisti(1)
- Norbert Werner, giornalista austriaco (Laxenburg - Lubiana, † 1991)

## Matematici(1)
- Wendelin Werner, matematico tedesco (Colonia, n.1968)

## Nuotatori(2)
- Georg Werner, nuotatore svedese (n.1904 - † 2002)
- Tommy Werner, ex nuotatore svedese (Karlskrona, n.1966)

## Pentatleti(1)
- Gerhard Werner, ex pentatleta tedesco (Oldenburg, n.1947)

## Pesisti(1)
- Marianne Werner, ex pesista e discobola tedesca (Dülmen, n.1924)

## Piloti automobilistici(1)
- Marco Werner, pilota automobilistico tedesco (Dortmund, n.1966)

## Pittori(3)
- Anton von Werner, pittore tedesco (Francoforte sull'Oder, n.1843 - Berlino, † 1915)
- Carl Werner, pittore tedesco (Weimar, n.1808 - Lipsia, † 1894)
- Theodor Werner, pittore tedesco (Jettenburg, n.1886 - Monaco di Baviera, † 1969)

## Poeti(1)
- Zacharias Werner, poeta, drammaturgo e predicatore tedesco (Königsberg, n.1768 - Vienna, † 1823)

## Politici(2)
- Ferdinand Werner, politico e storico tedesco (Weidenhausen, n.1876 - Gießen, † 1961)
- Pierre Werner, politico lussemburghese (Saint-André-lez-Lille, n.1913 - Lussemburgo, † 2002)

## Produttori televisivi(1)
- Tom Werner, produttore televisivo e imprenditore statunitense (New York, n.1950)

## Registi(1)
- Peter Werner, regista statunitense (New York, n.1947)

## Sciatori(1)
- Evelyn Werner, sciatrice tedesca

## Sciatori freestyle(1)
- Pirmin Werner, sciatore freestyle svizzero (Sciaffusa, n.2000)

## Scrittori(1)
- Markus Werner, scrittore svizzero (Eschlikon, n.1944 - Sciaffusa, † 2016)

## Velocisti(1)
- Jan Werner, velocista polacco (Brzeziny, n.1946 - Varsavia, † 2014)